# Typhon Megi
Le typhon Megi (appelé  Juan par le PAGASA aux Philippines) d'octobre 2010 a été le cyclone tropical le plus puissant de la saison. Megi (coréen : 메기) signifie poisson-chat en coréen. La pression la plus basse du typhon fut de 885 hPa Le typhon a touché les Philippines, Taïwan et le Fujian en Chine. Le typhon a fait 69 morts et 4 disparus.